# NGC 5170
NGC 5170 هي مجرة حلزونية طرفية في كوكبة العذراء.

## وصلات خارجية
- NGC 5170 على موقع ويكي سكاي: DSS2, SDSS, GALEX, IRAS, Hydrogen α, X-Ray, Astrophoto, Sky Map, Articles and images

الإحداثيات:  13h 29m 48.8s, −17° 57′ 59″